# Kelakuli, Koppa
Kelakuli là một làng thuộc tehsil Koppa, huyện Chikmagalur, bang Karnataka, Ấn Độ.